# Dog Eat Dog (песня)
Dog Eat Dog — девятый в общем и первый с альбома Let There Be Rock, сингл австралийской хард-рок-группы AC/DC, выпущенный 21 марта 1977 года на лейбле Albert Productions.
В качестве отдельного сингла выпускался только на территории Австралии в формате 7-дюймовой пластинки со скоростью вращения 45 оборотов в минуту и включал в себя на стороне «Б» песню, не попавшую ни в один альбом, «Carry Me Home».

## О сингле
В начале 1976 года AC/DC подписала контракт на выпуск своей продукции с крупным американским лейблом Atlantic Records. Среди прочего в планах на год был выпуск двух студийных альбомов и дебютный гастрольный тур по США, суливший открыть для группы новый привлекательный рынок. Тем не менее это удалось не в полной мере: выпуск второго студийника Dirty Deeds Done Dirt Cheap в Северной Америке был отменён по причине неудовлетворительных продаж High Voltage в США и музыкальных аспектах, с которыми представители компании не были согласны, а гастроли в итоге были сорваны. Во всех бедах музыканты винили звукозаписывающий лейбл.
Свой гнев участники музыкального коллектива решили отразить в музыке новой пластинки. «Мы чертовски сильно разозлились из-за этого», — вспоминал бас-гитарист Марк Эванс, — «Тут нечего было и обсуждать. Мы собирались пойти в студию, записать этот альбом и засунуть его им в задницу».
В промежутке между рядом австралийских концертов, в январе—феврале 1977 года квинтет записал в Albert Studios набор из семи песен. «Dog Eat Dog» стала главным воплощением возмущения музыкантов решениями Atlantic. В её тексте они словно обращались к нью-йоркскому начальству, выплёскивая всё отвращение к дельцам от шоу-бизнеса, к которым до этого они испытывали доверие.
Менеджер AC/DC Майкл Браунинг впоследствии охарактеризовал их точку зрения как «полное игнорирование того, что думают американцы. Таково было их отношение всё время, и оно сделало их такими устойчивыми и огромными — просто никогда не идти на компромисс в подобных ситуациях».
Выпущенный 21 марта 1977 года «Dog Eat Dog» стал первым синглом к Let There Be Rock. Хотя он пользовался лишь незначительной популярностью, альбом в целом оказался поворотным моментом в творческом пути ансамбля.

## Концертные записи
В 1970-х композиция регулярно звучала со сцены. В 1980-х, со сменой вокалистов «Dog Eat Dog» надолго выпала из репертуара, вернувшись в концертную программу Ballbreaker World Tour 1996 года. После чего опять пропала из неё вплоть до 2009 года, когда она вновь стала исполняться в рамках Black Ice World Tour. В итоге, по статистике портала setlist.fm «Dog Eat Dog» занимает двадцать пятое место в рейтинге песен AC/DC по частоте воспроизведения.
Её неоднократно записывали в том или ином виде и издавали на релизах различных форматов. Так, например, уже 3 апреля 1977 года группа появилась с этой песней в специальном выпуске австралийской музыкальной телепрограммы Countdown от ABC. Выпуск был приурочен к пятилетнему юбилею программы и стал сотым по счёту, его ведущим был Лео Сейер. Съёмки проходили в Лондоне, где музыканты готовились к очередному европейскому турне. Они растянулись на весь день, но в баре бесплатно раздавали алкогольные напитки, что создало необходимую атмосферу для неистовой «Dog Eat Dog». Спустя годы этот видеоролик был переиздан на DVD-сборнике Family Jewels и стал доступен широкой публике.
Она была в  сет-листе выступления в Глазго 30 апреля 1978 года, лёгшего в основу первого концертного альбома группы, но в итоговый трек-лист не попала. Вместо этого аудиодорожка была использована в качестве би-сайда к единственному концертному синглу «Whole Lotta Rosie» к If You Want Blood You’ve Got It. Впоследствии её также можно было найти на диске Live Rarities бокс-сета Backtracks 2009 года. Кроме того на официальном YouTube-канале австралийского квинтета выложена видеозапись исполнения «Dog Eat Dog» с этого шоу, а на физических носителях она была включена в видео-бокс-сет 2007 года Plug Me In.
Трек присутствует в довольно редком концертнике Live from the Atlantic Studios, представляющем собой запись выступления AC/DC в бродвейской студии Atlantic Recording Studio в Нью-Йорке 7 декабря 1977 года для радиостанции WIOQ (102.1 FM). Первоначально являлся радио/промо-изданием, выпущенным Atlantic Records на виниле в 1978 году и на CD в 1986. Официально был издан в 1997 году, вместе с бокс-сетом Bonfire, до этого распространялся как бутлег.
«Dog Eat Dog» в исполнении Брайана Джонсона во время Ballbreaker World Tour можно увидеть в концертном видео No Bull поступившем в продажу на видеокассетах в ноябре 1996 года и переизданном в DVD-формате в 2000 году. Оно было снято 10 июля 1996 года в Мадриде, на арене для проведения корриды — Лас-Вентас. Практически весь сет-лист имеется на YouTube-канале AC/DC.
Ещё одна версия была записана 4 декабря 2009 года во время концерта на стадионе «Монументаль» в Буэнос-Айресе. Эти материалы в дальнейшем издавались на видеоальбоме 2011 года Live at River Plate и одноимённом концертном альбоме, выпущенном в следующем, 2012 году. Отдельный клип с этого представления, посвящённый «Dog Eat Dog», доступен на YouTube-канале ансамбля. По состоянию на февраль 2023 года у него более 6,7 миллионов просмотров.

## Список композиций
| №  | Название      | Длительность |
| -- | ------------- | ------------ |
| 1. | «Dog Eat Dog» | 3:35         |

| №  | Название        | Длительность |
| -- | --------------- | ------------ |
| 1. | «Carry Me Home» | 3:58         |

## Участники записи
- Бон Скотт — вокал
- Ангус Янг — соло-гитара
- Малькольм Янг — ритм-гитара, бэк-вокал
- Марк Эванс — бас-гитара, бэк-вокал
- Фил Радд — ударные

## Положение в хит-парадах
| Чарт (1977)                   | Высшая позиция |
| ----------------------------- | -------------- |
| Австралия (Kent Music Report) | 60             |

## Медианаследие
Майкл Браунинг, менеджер группы периода 1970-х годов, в 2014 году выпустил книгу мемуаров, назвав её Dog Eat Dog: A Story of Survival, Struggle and Triumph by the Man Who Put AC/DC on the World Stage.